# De balneis puteolanis

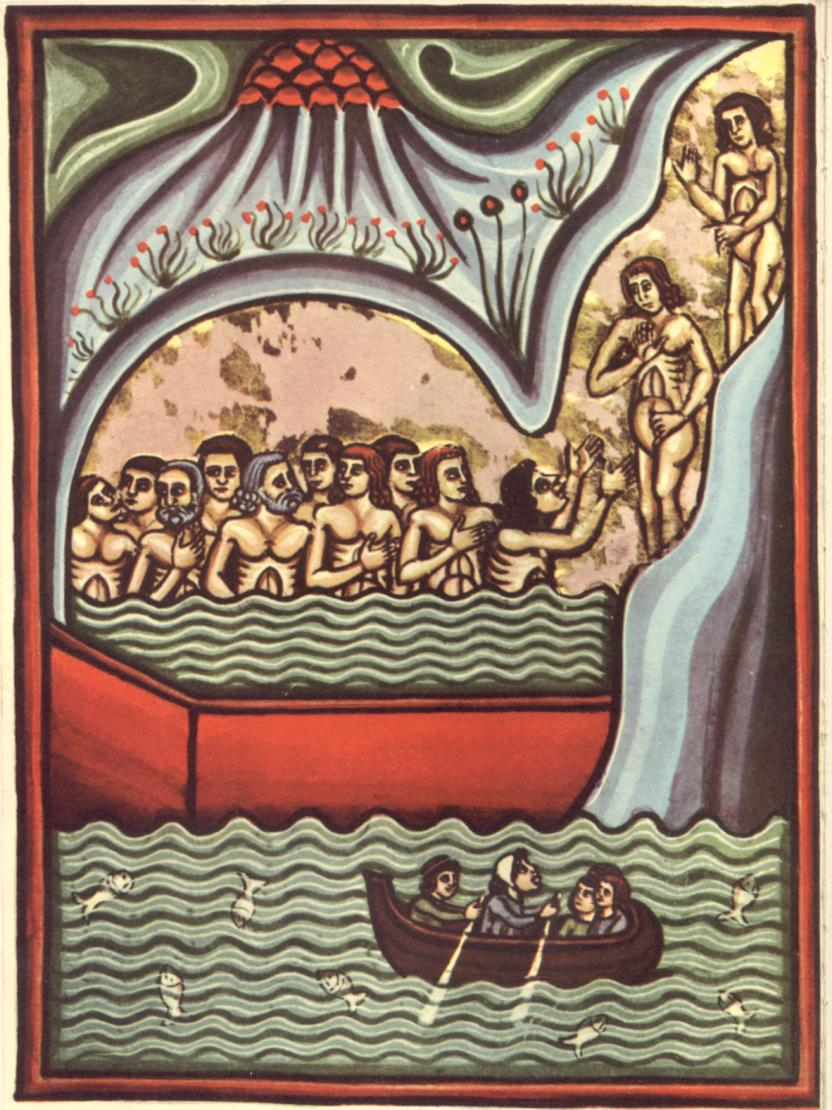
Illustration zu Kapitel 19 De balineo, quod „Culma“ dicitur aus De Balneis Puteolanis in dem Manuskript Rom, Biblioteca Angelica, MS 1474, fol. 15r.

De balneis Puteolanis (lat. Über die Bäder von Pozzuoli) ist ein um 1220 fertiggestelltes Lehrgedicht über die Heilwirkungen der verschiedenen Heilquellen von Pozzuoli. Verfasser war Petrus de Ebulo, der das Gedicht Kaiser Friedrich II. widmete. Die Fertigstellung des Buchs erfolgte postum. Es handelt sich hierbei um das erste bekannte Werk zur Anwendung von Thermalbädern, das in Europa veröffentlicht wurde.
Das Lehrgedicht enthält 37 Epigramme mit jeweils sechs Distichen. Der Inhalt zeigt deutlich, dass der Verfasser profunde medizinische Kenntnisse besaß. Insgesamt 35 verschiedene Bäder aus der Region um Pozzuoli werden beschrieben.
Aufgrund der zur damaligen Zeit stark zunehmenden Anwendung von Heilbädern, insbesondere bei Ärzten, die der Galen'schen Tradition folgten, erfuhr das Werk eine weite Verbreitung, die auch Übersetzungen in den Neapolitanischen Dialekt und ins Französische mit einschloss. Das Manuskript ist nicht erhalten, jedoch existieren zwanzig Abschriften, von denen zehn umfangreiche Illustrationen enthalten.
Einige Abbildungen des De Balneis Puteolanis-Manuskripts zeigen eine Ähnlichkeit mit Abbildungen aus der sogenannten Anatomie-Sektion des Voynich-Manuskripts und könnten als Vorlage für dieses gedient haben.

## Editionen
- Angela Daneu Lattanzi: Nomina et virtutes balneorum seu de balneis Puteolorum et Baiarum, codice Angelico 1474. 2 Bände, Rom 1962 (Faksimileausgabe).
- Pietro Migliorini (Editor): De balneis Puteolanis., 2 Bände, (Fontes Ambrosiani, Bd. 77), Mailand 1987 (mit lateinischem Text, italienischer und englischer Übersetzung).
- Teofilo De Angelis (Editor): Pietro da Eboli. DE Euboicis aquis. Edizione critica, traduzione e commento (= Edizione Nazionale dei testi Mediolatini d'Italia. Band 49. Serie II 24). SISMEL. Edizione del Galluzzo, Florenz 2018, ISBN 978-88-8450-825-6.